# Forces maritimes du Rhin
Die Forces maritimes du Rhin (deutsch: Rheinflottille) waren ein kleiner Verband der französischen Marine auf dem Rhein, der zwischen 1870 und 1966 bestand.

## Geschichte
1870 wurde Konteradmiral Joseph-Maurice Exelmans bei Ausbruch des Deutsch-Französischen Kriegs im Rahmen der Belagerung von Straßburg damit beauftragt, eine Flottille der Flussmarine (Forces maritimes du Rhin) auf dem Rhein einzurichten. Mit der Kapitulation der französischen Festung am 28. September 1870 mussten sich die Marinekräfte zurückziehen. 
Am 8. Dezember 1918 wurde die Flottille erneut aufgestellt und von Korvettenkapitän François Darlan befehligt. Sie bestand aus 15 Offizieren und 352 Marinesoldaten. Im Jahr 1923, während der Besetzung des Ruhrgebiets, stieg die Zahl der Soldaten auf über 800.
Ab dem 3. April 1945 hatten die Forces maritimes du Rhin schifffahrtspolizeiliche Aufgaben und waren für die Überwachung und Kontrolle der Schifffahrt auf dem Rhein zuständig. 1952 wurde die Rheinflottille in zwei Flottillen aufgeteilt, eine Südflottille und eine Nordflottille.
Die Forces maritimes du Rhin wurden 1966 aufgelöst. Die Aufgaben wurden an das 32e régiment du génie des Heeres übertragen.